# Savigny-sur-Seille
Savigny-sur-Seille település Franciaországban, Saône-et-Loire megyében. Lakosainak száma 385 fő (2022. január 1.). Savigny-sur-Seille Montret, Bantanges, Branges, La Frette, Huilly-sur-Seille, Rancy, Saint-André-en-Bresse és Sornay községekkel határos.

## Népesség
A település népessége az elmúlt években az alábbi módon változott:
| Lakosok száma | 434  | 427  | 435  | 423  | 414  | 406  | 399  | 390  | 385  |
|               | 2013 | 2015 | 2016 | 2017 | 2018 | 2019 | 2020 | 2021 | 2022 |